# Кандал (син Геліоса)
Кандал (дав.-гр. Κάνδαλος) — персонаж давньогрецької міфології, один з синів Геліадів бога Геліоса та Роди, брат Електріони та Кірки.
Геліади перевершували інших людей у різних науках, особливо в астрології, зробили багато відкриттів у мореплаванні, а також розділили добовий час на години. Тенаг був самим обдарованим з них, за що був убитий через заздрість чотирма своїми братами (Макареєм, Тріопом, Актієм, Кандалом) через заздрощі. Після того, як злочин розкрито, винні втекли з Родосу, зокрема Кандал на острів Кос або в Карію.